# A-ha
a-ha（アーハ、ノルウェー語発音: [ɑˈhɑː]）は、1982年にノルウェー出身のモートン・ハルケット、ポール・ワークター＝サヴォイ、マグネ・フルホルメンの3人により結成されたシンセポップバンド。デビュー曲の「テイク・オン・ミー」が革新的なMVと共に話題になったことで世界的な人気を呼び、ノルウェーのアーティストとして初のビルボード1位を獲得した。

## メンバー

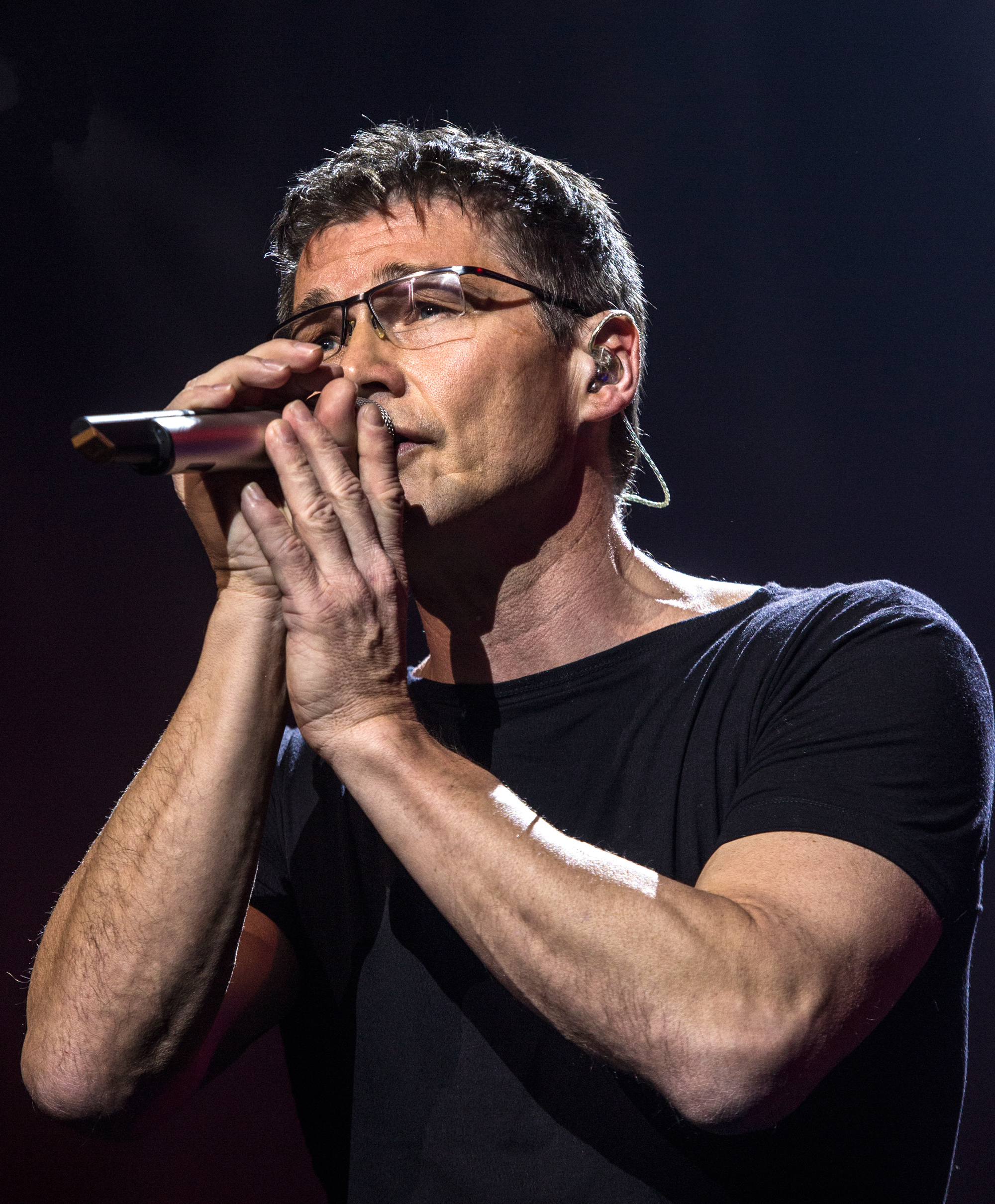
モートン・ハルケット（Vo/G）2013年
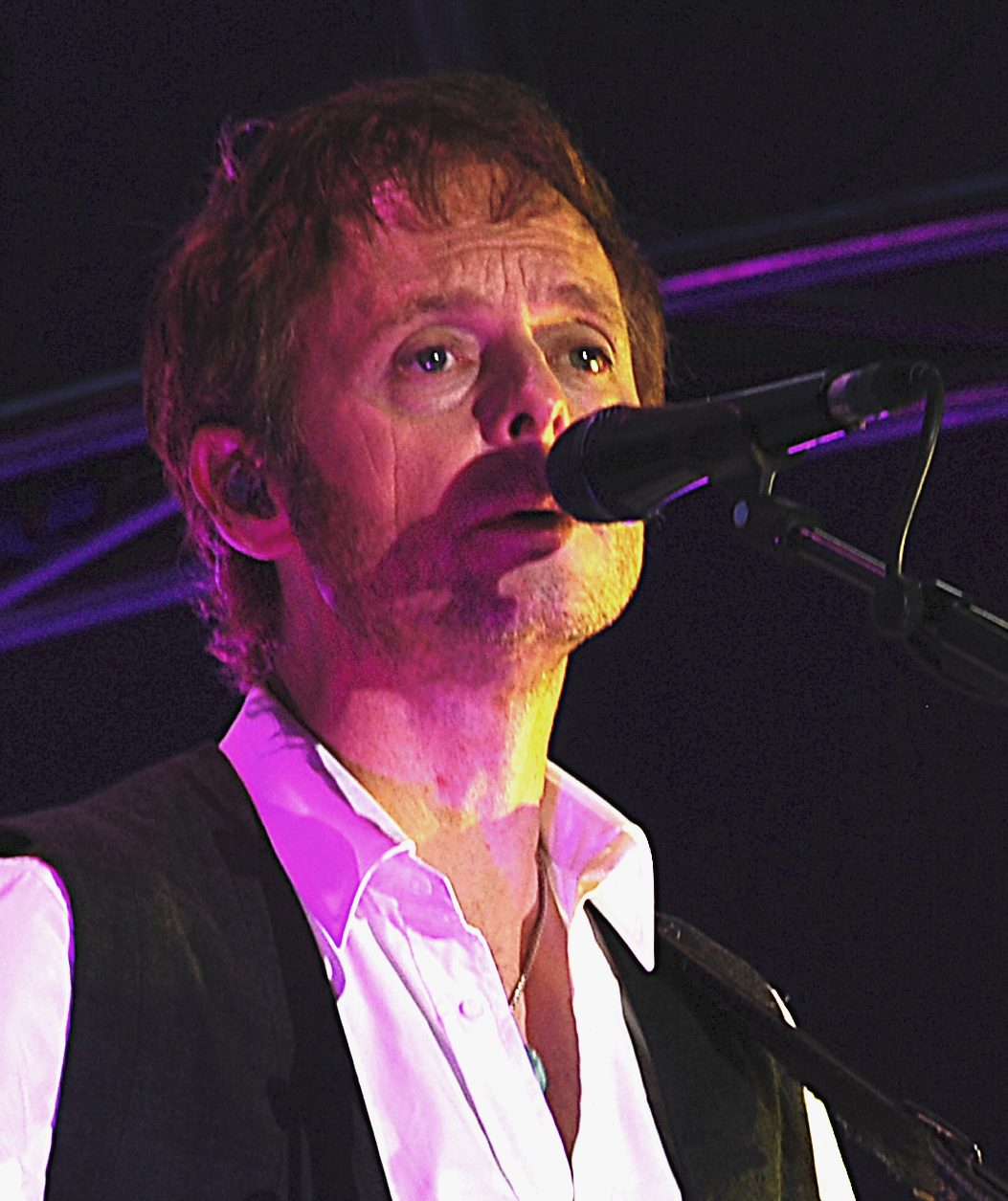
ポール・ワークター＝サヴォイ（G）2010年
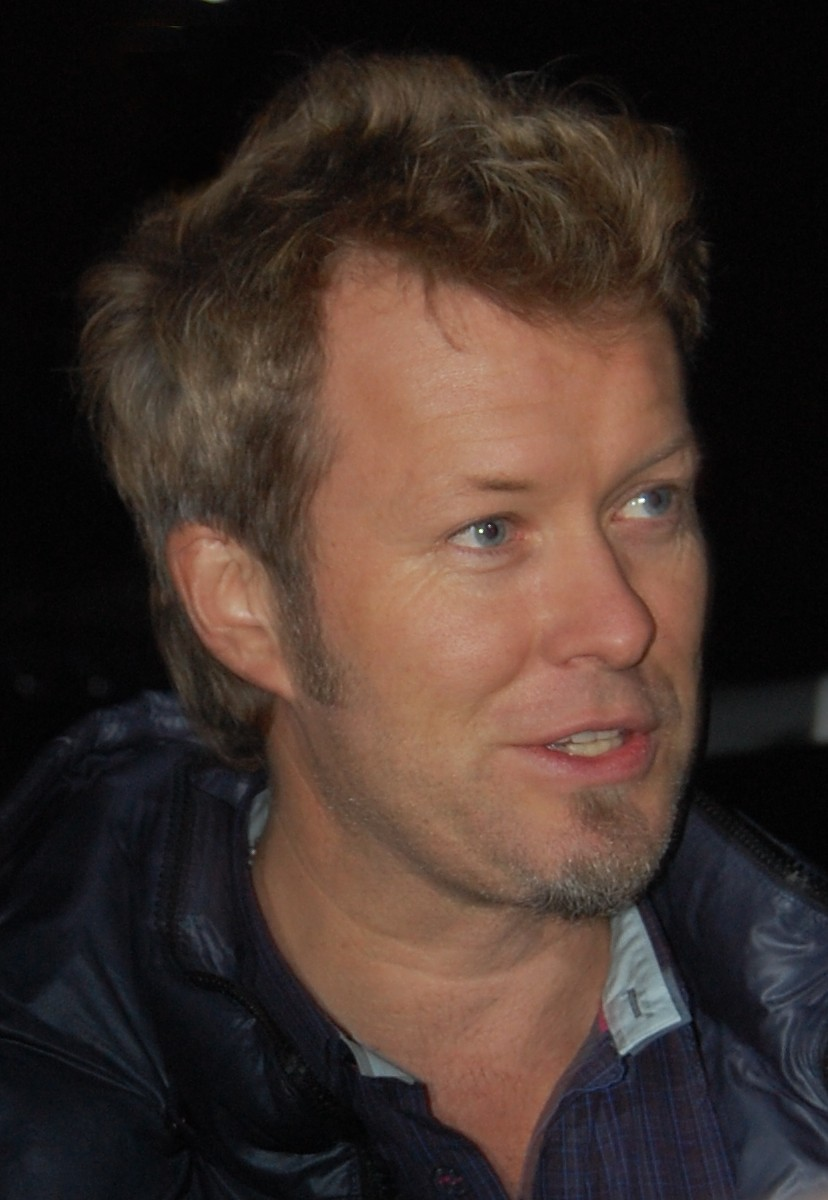
マグネ・フルホルメン（Key/G）2010年

| 名前                                                    | 生年月日              | 担当                  |
| ------------------------------------------------------- | --------------------- | --------------------- |
| - モートン・ハルケット - （Morten Harket）              | 1959年9月14日（65歳） | - ボーカル - ギター   |
| - ポール・ワークター＝サヴォイ - （Pål Waaktaar-Savoy） | 1961年9月6日（63歳）  | - ギター              |
| - マグネ・フルホルメン - （Magne Furuholmen）           | 1962年11月1日（62歳） | - キーボード - ギター |

## 歴史

### 第一期（1982年 - 2010年）
幼なじみであったポール・ワークター＝サヴォイ（ギター）とマグネ・フルホルメン（キーボード、ギター）が設立しボーカルとしてモートン・ハルケットが加入したことで1982年にa-haを結成。

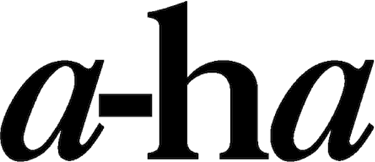
旧ロゴ

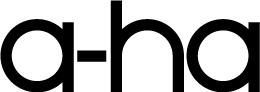
ロゴ

1983年にイギリスへ渡る。当時、EMIでマネージメントビジネスを手掛けていた、テリー・スレイターと出会い、テリーとジョン・ラトクリフによって設立された、T.J.マネージメントの第1号アーティストとして契約を結ぶと共に、ワーナー・ブラザーズと契約を結ぶ。
1984年に「テイク・オン・ミー」でデビューするものの、国際的なマーケットでは注目されなかったが、翌1985年に、アラン・ターニーによってリアレンジされたヴァージョンがリリースされ、イントロのフレーズとモートンのファルセットが印象的なこの曲は、ロトスコープによるスケッチ風アニメと実写とを巧みに合成した当時としては斬新なミュージックビデオの効果も手伝って、全世界的なヒットとなり、全米1位・全英2位のヒットを記録する。ビルボードでは、1985年10月19日に週間ランキング第1位、年間ランキングでは第17位を獲得した。
その後、アメリカやアジアではヒットが続かなかったが、イギリスでは、シングル「シャイン・オン・T.V.」が1位となったのをはじめ、1987年には映画『007/リビング・デイライツ』の主題歌となった「リビング・デイライツ」をペット・ショップ・ボーイズに代わり担当するなど、1980年代後期を代表する人気バンドとなった。ヨーロッパ各国や南米などでの人気も高く、1991年にブラジルのリオ・デ・ジャネイロで開催されたロック・イン・リオ2では、ジョージ・マイケルやガンズ・アンド・ローゼズといった英米のアーティストを遥かにしのぐ19万5000人の観客を動員。この記録は「the largest paying audience」として、一時ギネスブックにも掲載された。
1994年にはリレハンメルパラリンピックのテーマ曲を提供するが、ワールドツアー後、3人はそれぞれソロ活動に専念する。ポールは妻ローレン・サヴォイやフロード・アンランドと組んだSavoyとして、モートンはソロシンガーとして活動、それぞれノルウェーでナンバー1ヒットを記録している。マグネはKjetil BjerkestrandとTimbersoundというユニットを組み、ノルウェー映画やTVドラマのサウンドトラック制作を手がける一方、画家・彫刻家としての地位を築いている。
1998年にノーベル平和賞記念コンサートを機にバンドとしての活動を再開。2000年に発売されたアルバム『遥かなる空と大地』はドイツを中心とするヨーロッパ各国でプラチナ･アルバムを獲得する大ヒットとなった。2006年1月には、シングル「アナログ」が18年ぶりに全英チャートにトップ10入りしている。
2006年11月に、イギリスの音楽雑誌『Q』が主催するQアワードで「Q Inspiration Award」を受賞している。
2009年6月に発売された通算9枚目のアルバム『フット・オブ・ザ・マウンテン』でバンドのルーツである80年代シンセサウンドを復活させている。先行発売されたドイツではアルバムチャート1位、母国ノルウェーでは2位を記録。7月末に発売されたイギリスでは、8月2日発表の同月8日付け全英アルバムチャートで初登場5位を記録。1988年に2位を記録したアルバム『ステイ・オン・ディーズ・ロード』以来21年ぶり4枚目の全英トップ10ヒットとなった。アルバムタイトルでもあるシングル曲「フット・オブ・ザ・マウンテン」は、2009年8月にベルリンで開催される世界陸上競技選手権大会（世界陸上）の公式テーマ曲に選出された。
2009年10月、2010年のツアーを最後に解散することを発表した。
2010年8月7日・8日にはサマーソニックに出演した。そして12月4日に行われたノルウェー・オスロスペクトラムでのライブを最後に、バンド活動に終止符を打った。
2012年11月6日、ノルウェー王国聖オーラヴ勲章第1級騎士を授与された。

### 再結成 - 第二期（2015年 - ）
2015年9月、30周年を記念してロック・イン・リオ6で再結成パフォーマンスを行うと発表した。同年9月4日、6年ぶり10枚目のニューアルバム『キャスト・イン・スティール』をリリース。2009年に発売された9枚目のアルバム『フット・オブ・ザ・マウンテン』以来6年ぶり5枚目の全英アルバムチャートトップ10ヒットとなった。2016年にイギリス、ドイツ他でツアーが行われた。
2017年9月8日、MTVアンプラグドin Giskeで新曲2曲(This Is Our Home・A Break In The Clouds)を披露した。ゲストにAlison Moyet（元ヤズー）、イアン・マッカロク（エコー&ザ・バニーメン）、Lissie, Ingrid Helene Håvik（ノルウェイのインディ・バンドHighasakiteのリード・ヴォーカル）が参加。DVD、ブルーレイ化されている。
9月17日、2018年春夏ロンドンコレクションでエンポリオ・アルマーニのショー後に行われたアフターパーティでLiveが行われた。
2018年夏、前座にOMD、Tom Bailey（トンプソン・ツインズ）をゲストに迎え、エレクトリック・ツアーを行うとSNS上で発表した。
2022年5月20日、80年代から90年代、解散と再結成を経て現在に至る彼らの姿を描き出すドキュメンタリー映画『a-ha THE MOVIE』が公開された。
2022年10月21日、前作『キャスト・イン・スティール』から7年ぶりにソニーミュージック移籍第一弾である11枚目のニューアルバム『トゥルー・ノース』がリリースされ、7月8日に先行シングル「アイム・イン」が配信された。

## ディスコグラフィ

### スタジオ・アルバム
1. ハンティング・ハイ・アンド・ロウ（英語版）（1985年）
2. スカウンドレル・デイズ（英語版）（1986年）
3. ステイ・オン・ディーズ・ロード（英語版）（1988年）
4. イースト・オブ・ザ・サン、ウエスト・オブ・ザ・ムーン（英語版）（1990年）
5. メモリアル・ビーチ（英語版）（1993年）
6. 遥かなる空と大地（英語版）（2000年）
7. ライフラインズ（英語版）（2002年）
8. アナログ（英語版）（2005年）
9. フット・オブ・ザ・マウンテン（英語版）（2009年）
10. キャスト・イン・スティール（英語版）（2015年）
11. トゥルー・ノース（2022年）

### ミニ・アルバム
※いずれも、日本限定リリース
1. 45 R.P.M. CLUB（英語版）（1986年）
2. トゥエルヴ・インチ・クラブ（英語版）（1986年）
3. スカウンドレル・クラブ（英語版）（1987年）
4. ロード・クラブ（英語版）（1988年）

### リミックス・アルバム
1. シングル・リミキシーズ（2000年）※日本限定リリース

### ベスト・アルバム
1. ヘッドラインズ&デッドラインズ〜ザ・ヒッツ・オブ・a-ha（英語版）（1991年）
2. シングルズ-ヴェリー・ベスト・オブ・a-ha（英語版）（2004年）
3. 25〜コンプリート・ベスト（英語版）（2010年）
4. タイム・アンド・アゲイン: アルティメット a-ha（英語版）（2016年）
5. ジャパニーズ・シングル・コレクション-グレイテスト・ヒッツ-（2020年）※日本限定リリース

### ライブ・アルバム
1. ライヴ・イン・オスロ2001（英語版）（2001年）
2. ハウ・キャン・アイ・スリープ・ウィズ・ユア・ヴォイス・イン・マイ・ヘッド（英語版）（2003年）
3. エンディング・オン・ア・ハイ・ノート: ザ・ファイナル・コンサート（英語版）（2011年）
4. MTVアンプラグド: サマー・ソルスティス（英語版）（2017年）

### シングル
1. テイク・オン・ミー（1984年）
2. ラヴ・イズ・リーズン（英語版）（1985年）
3. シャイン・オン・T.V.（英語版）（1985年）
4. ストレンジャー・トレイン（英語版）（1986年）
5. ハンティング・ハイ・アンド・ロウ（英語版）（1986年）
6. ルージング・ユー（英語版）（1986年）
7. クライ・ウルフ（英語版）（1986年）
8. マンハッタン・スカイライン（英語版）（1987年）
9. リビング・デイライツ（英語版）（1987年）
  - 映画『007/リビング・デイライツ』主題歌
  - ジョン・バリーとの対立により2つのバージョンが存在する。
10. ステイ・オン・ディーズ・ロード（英語版）（1988年）
11. ブラッド・ムーヴ・ザ・ボディ（英語版）（1988年）
12. タッチィ!（英語版）（1988年）
13. ユー・アー・ザ・ワン（英語版）（1988年）
  - マンダム・ギャツビー CMソング
14. クライング・イン・ザ・レイン（1990年）
  - GATSBY・コマーシャルソング
15. アイ・コール・ユア・ネーム（英語版）（1990年）
16. アーリー・モーニング（英語版）（1991年）
17. ウェイティング・フォー・ハー（1991年）※日本限定リリース
  - GATSBY コマーシャルソング
18. ムーヴ・トゥ・メンフィス（英語版）（1991年）
19. ブラッド・ムーヴ・ザ・ボディ '92（英語版）（1992年）
20. ダーク・イズ・ザ・ナイト・フォー・オール（英語版）[注釈 1]（1993年）
21. エンジェル・イン・ザ・スノウ（英語版）（1993年）
22. ライ・ダウン・イン・ダークネス（1993年）※アメリカ限定リリース
23. シェイプス・ザット・ゴー・トゥゲザー（英語版）（1994年）
24. サマー・ムーヴド・オン〜果てしない夏（英語版）（2000年）
25. 遥かなる空と大地（英語版）（2000年）
26. ヴェルベット（英語版）（2000年）
27. 太陽が消えた日（英語版）（2000年）
28. フォーエヴァー・ノット・ユアーズ（英語版）（2002年）
29. ライフラインズ（英語版）（2002年）
30. ディッド・エニワン・アプローチ・ユー（英語版）（2002年）
31. シャイン・オン・T.V. (ライヴ)（英語版）（2003年）
32. セリース（英語版）（2005年）
33. バースライト（英語版）（2005年）
34. アナログ（英語版）（2005年）
35. コージー・プリズンズ（英語版）（2006年）
36. フット・オブ・ザ・マウンテン（英語版）（2009年）
37. ナッシング・イズ・キーピング・ユー・ヒア（英語版）（2009年）
38. シャドーサイド（英語版）（2009年）
39. バタフライ（英語版）（2010年）
40. サマー・ムーヴド・オン〜果てしない夏 (ライヴ)（英語版）（2011年）
41. アンダー・ザ・メイクアップ（2015年）
42. キャスト・イン・スティール (スティーヴン・オズボーンヴァージョン)（2016年）
43. オブジェクト・イン・ザ・ミラー (スティーヴン・オズボーンヴァージョン)（2016年）
44. アイム・イン（2022年）
45. ユー・ハヴ・ワット・イット・テイクス（2022年）

## コンサートツアー
- World Tour 1986/1987
（1986年6月3日 - 1987年8月12日 オーストラリア、日本、アメリカ、カナダ、オーストリア、スイス、フランス、ドイツ、ベルギー、オランダ、デンマーク、スウェーデン、イギリス、ノルウェー）

- Stay On These Roads Tour
（1988年3月19日 - 1989年3月19日 イギリス、イタリア、オーストリア、スイス、フランス、ドイツ、ノルウェー、日本、イギリス(2回目)、アイルランド、ブラジル）

- East Of The Sun, West Of The Moon Tour
（1991年1月14日 - 6月16日 ノルウェー、ブラジル、イギリス、ドイツ、フランス、ブラジル、アルゼンチン、チリ）

- Memorial Beach Tour
（1993年5月2日 - 6月19日 イギリス、オランダ、デンマーク、ドイツ、フランス、ノルウェー、レバノン、南アフリカ、ロシア）

- Minor Earth | Major Sky Tour
（2000年11月8日 - 2001年8月10日 日本、ドイツ、ロシア、エストニア、ノルウェー、ドイツ、スイス、デンマーク）

- LIFELINES Tour
（2002年6月8日 - 2004年6月12日 ノルウェー、フィンランド、スウェーデン、デンマーク、オランダ、ベルギー、フランス、スペイン、イギリス、ロシア、ベラルーシ、ブラジル、エストニア、ラトビア、リトアニア、ポーランド、ドイツ、スイス、アイルランド、オーストリア、ドイツ、ロシア、ウクライナ）

- Analogue Tour
（2005年8月27日 - 2006年11月11日 ドイツ、ノルウェー、アメリカ、ベルギー、オランダ、イギリス、セネガル、イタリア、ウクライナ、ロシア）

- Foot of the Mountain Tour
（2009年3月25日 - 11月25日 ブラジル、チリ、ドイツ、イギリス、ノルウェー、フランス、ベルギー、ポーランド、ロシア、日本）

- Ending on a High Note
（2010年3月4日 - 12月4日 アルゼンチン、ブラジル、チリ、ニューヨーク、カナダ、ロサンゼルス、ドイツ、ハンガリー、オーストリア、スイス、日本、ノルウェー、イギリス、ネザーランド、ベルギー、フランス、スペイン、スイス、ロシア、スコットランド）

- cast in steel tour
（2015年9月24日 - 2016年5月7日 アルゼンチン、ブラジル、ロシア、ラトビア、ベラルーシ、イギリス、オランダ、フランス、アルメニア、スイス、オーストリア、ルクセンブルク、ノルウェー）

- Unplugged Tour
（2018年1月23日 - 2月14日 シュトゥットガルト、フランクフルト、ハーノバー、ライプツィヒ、ベルリン、ハンブルク、ウィーン、ミュンヘン、チューリッヒ、ケルン、オスロ、イギリス）

- electric summer tour
（2018年6月7日 -  スウェーデン、ノルウェー、ドイツ、フランス、イギリス、イスラエル、デンマーク、他（2019年まで続行、追加公演有り））

- play Hunting High ＆ Low live
（2020年3月10日 - 3月17日 東京、福岡、大阪、名古屋）

## 来日公演
- World Tour（1986年）
7月2日・7日 東京・NHKホール、7月3日・5日・22日 東京・渋谷公会堂、7月9日 福岡サンパレス、7月10日・11日 神戸国際会館、7月12日 大阪・フェスティバルホール、7月14日 広島郵便貯金会館、7月15日 岡山・倉敷市民会館、7月17日・18日 名古屋市公会堂、7月19日 横浜文化体育館、7月22日 東京・中野サンプラザ、7月24日 北海道厚生年金会館

- World Tour（1987年）
6月21日 名古屋市国際展示場、6月22日・23日・7月2日 東京・日本武道館、6月25日 札幌・真駒内屋内競技場、6月27日 仙台市体育館、6月29日 大阪城ホール、6月30日 神戸ワールド記念ホール、7月1日 横浜文化体育館、7月3日 静岡市民文化会館、7月5日 広島厚生年金会館、7月6日 福岡国際センター、7月7日 松山市民会館、7月9日 長野県民文化会館、7月10日 山梨県民文化ホール、7月11日 新潟県民会館、7月12日 石川厚生年金会館

- Stay On These Roads Tour（1988年）
9月3日 福岡サンパレス、9月5日 九州厚生年金会館、9月6日 愛媛県民文化会館、9月8日 長野県民文化会館、9月9日 宮城県スポーツセンター、 9月11日 北海道厚生年金会館、9月13日 大阪城ホール、9月14日 広島郵便貯金会館、9月16日・17日・30日 東京・日本武道館、9月18日 神戸ワールド記念ホール、9月20日 静岡市民文化会館、9月21日 新潟県民会館、9月22日 山梨県文化ホール、9月24日 愛知県体育館、9月26日 金沢市観光会館、9月27日 群馬県民会館、9月28日 横浜文化体育館

- Minor Earth | Major Sky Tour（2000年）
11月8日 大阪厚生年金会館、11月9日 Zepp FUKUOKA、11月11日 広島郵便貯金会館、11月13日 東京厚生年金会館、11月14日 東京国際フォーラム ホールA、11月16日 宮城県民会館、11月18日 静岡市民文化会館

- Foot of the Mountain Tour（2009年）
11月25日 東京JCB HALL

- SUMMER SONIC 2010（2010年）
8月7日東京、8月8日大阪

## 映画
2021年にノルウェーとドイツの合作でドキュメンタリー映画『A-HA：THE MOVIE』が公開。日本でもクロック・ワークス配給により2022年5月20日より限定公開。日本語字幕：大嶋えいじ。字幕監修：勝山かほる。
- 2021年、トライベッカ・フェスティバル公式上映作品。
- 2021年、NORDISK PANORAMA映画祭公式上映作品。
- 2021年、ナッシュビル・フィルム・フェスティバル公式上映作品。
- 2021年、第38回FILMFEST MUNCHEN公式上映作品。

## その他
- 日本では、1988年から1993年までマンダムから発売されている男性化粧品「GATSBY」（ギャツビー）シリーズのテレビCMのイメージキャラクターに起用されたことがある。
- a-haの3人モートン・ハルケット、マグネ・フルホルメン、ポール・ワークター・サボイは、音楽においてノルウェー国家への世界的な貢献により、Royal Norwegian Order of St. Olav（ノルウェー王立聖オーラヴ勲章の第1級騎士団）に答申され、2012年11月6日に公式な式典にて勲章を授与されている。